# Lézergravírozás

## Dióda lézer
A kék lézer olyan lézer, amely 360 és 480 nanométer közötti hullámhosszú elektromágneses sugárzást bocsát ki, amelyet az emberi szem kéknek vagy ibolyaszínnek lát. A kék sugarakat hélium-kadmium gázlézerek állítják elő 441,6 nm-en, és argon-ion lézerek 458 és 488 nm-en. A kék sugarú félvezető lézerek jellemzően gallium(III)-nitridre (GaN; lila színű) vagy indium-gallium-nitridre épülnek (gyakran valódi kék színű, de más színek előállítására is képesek). Mind a kék, mind a lila lézer megszerkeszthető az infravörös lézer hullámhosszának frekvencia-duplázásával diódalézerek vagy diódapumpás szilárdtestlézerek segítségével. A 445 nm-es fényt kibocsátó dióda lézerek egyre népszerűbbek kézi lézerként. A 445 nm alatti hullámhosszt kibocsátó lézerek ibolyának tűnnek (de néha kék lézernek is nevezik). A kereskedelemben legelterjedtebb kék lézerek közé tartoznak a Blu-ray alkalmazásokban használt dióda lézerek, amelyek 405 nm-es "ibolya" fényt bocsátanak ki, ami elég rövid hullámhossz ahhoz, hogy egyes vegyi anyagokban fluoreszcenciát okozzon, ugyanúgy, mint a sugárzás tovább az ultraibolya sugárzásba. ("fekete fény") igen. A 400 nm-nél rövidebb hullámhosszú fény ultraibolya sugárzásnak minősül. A kék lézerfényt alkalmazó eszközök számos területen alkalmazhatók, a nagy sűrűségű optoelektronikai adattárolástól az orvosi alkalmazásokig. 

Lézergravírozó eszközök közül ezek gyengébbek mint a CO2 lézer, de megfelelően alkalmazhatók fa, fém, akril, plexi, stb gravírozására is. Noha ártalmatlannak tűnik, a kék fény lézer különösen veszélyes a szemre, fontos a megfelelő kabin, védőszemüveg használata.
A lézergravírozás során egy koncentrált lézersugár hatására az anyag elpárolog vagy elég. Ezzel rendkívül tartós,  jól látható és olvasható felirat, logó, kép, sorszám vagy akár vonalkód készíthető, szinte bármilyen anyagra. Felhasználási módja rendkívül széles körű. Leggyakrabban személyre szóló ajándéktárgyakat készítenek, de ipari körökben gravírozással történhet a különböző eszközök márkanévvel történő ellátása, szerszámok, vagy alkatrészek sorszámozása. A lézersugárnak köszönhetően kis méretű felületekre is nagy pontossággal lehet gravírozni. Stabilitás és pontosság jellemzi ezt az emblémázási technológiát.
A lézergravírozásnak 3 típusa van, a YAG lézer, a CO lézer és a FIBER lézer.

## YAG lézer

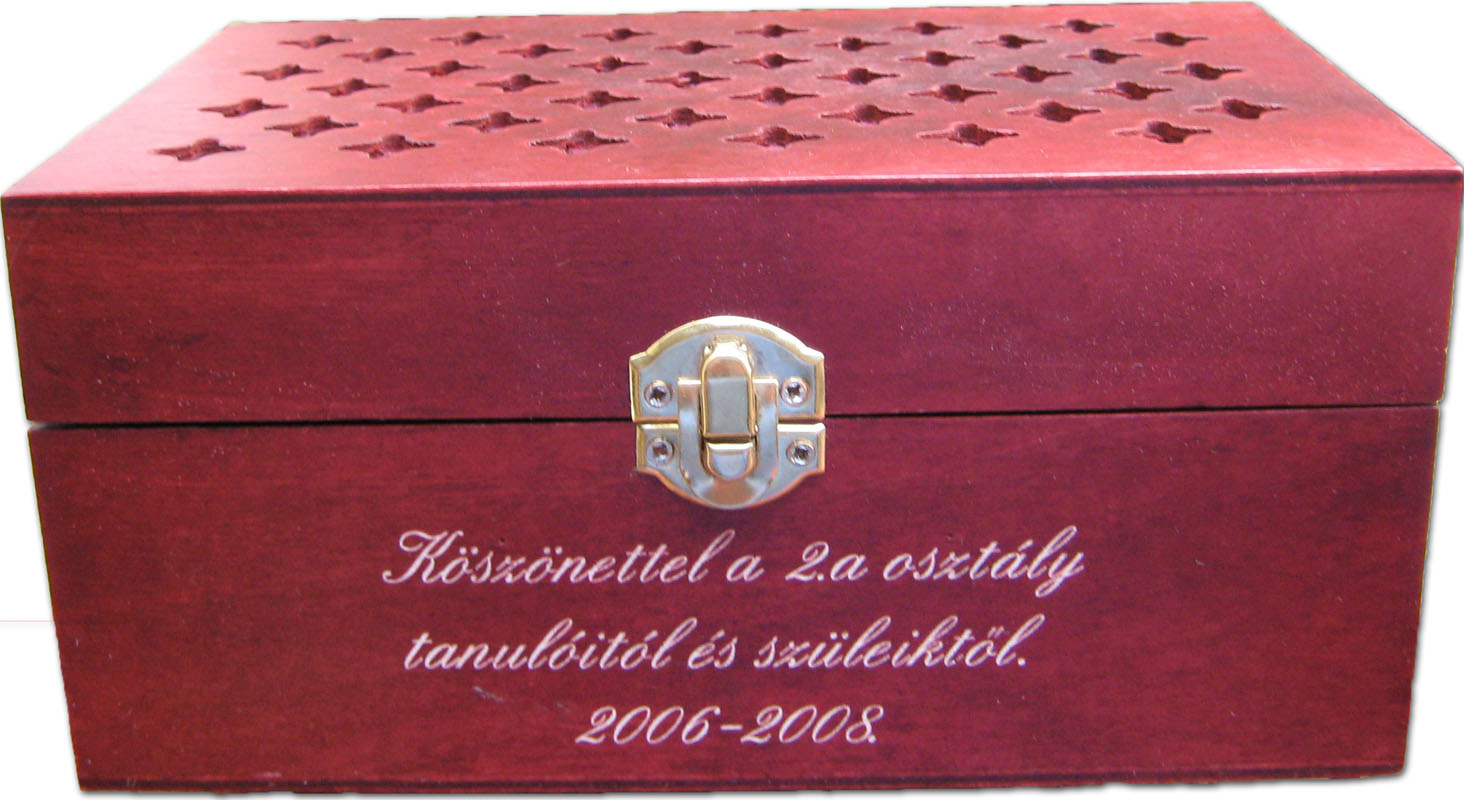
Lézergravírozott fadoboz

Az ún. YAG (yttrium-aluminium-garnet/ittrium-alumínium-gránát) lézer, egy változtatható frekvenciájú és erősségű lézerfénnyel, melynek mozgását egy tükör irányítja. Mikrométer pontossággal égeti bele a gravírozandó ábrát a felületbe. A változtatható frekvenciának és erősségnek köszönhetően, rendkívül sokféle anyagot képes megjelölni: fémet, műanyagot, pácolt fát, bőrt és műbőrt egyaránt. Bevonatos (festett vagy galvanizált) fémek esetén lehetőség van csak a legfelső réteget „legravírozni”, és így a festék alól előtűnik a fém eredeti színe. A pácolt fa gravírozásakor is a legfelső, festett réteg ég el, így láthatóvá válik a fa eredeti színe. A műanyag (ideértve a műbőrt is) gravírozása során nem mély vésés történik, hanem egy felületi hőkezelés, melynek eredménye, hogy az anyagtól, illetve a lézer paraméterektől függően elszíneződik a jelölt felület. A bőr gravírozása esetén a hőkezelés, illetve a felső rétegek eltávolításának kombinációja megy végbe, bizonyos anyagok esetében akár dombornyomás-hatású gravírozást eredményezve. A gravírozás során fontos, hogy a felület sima és egyenes legyen, mivel a lézer fókuszálása a fel-le irányú tengelyen egyetlen pontba történik. Bizonyos szintű toleranciája van a fókuszált lézersugárnak a görbült felületen, de ez mindössze néhány milliméter, így például henger alakú tárgyakra csak kisebb feliratot, ábrát lehet készíteni.

## Szén-dioxid lézer

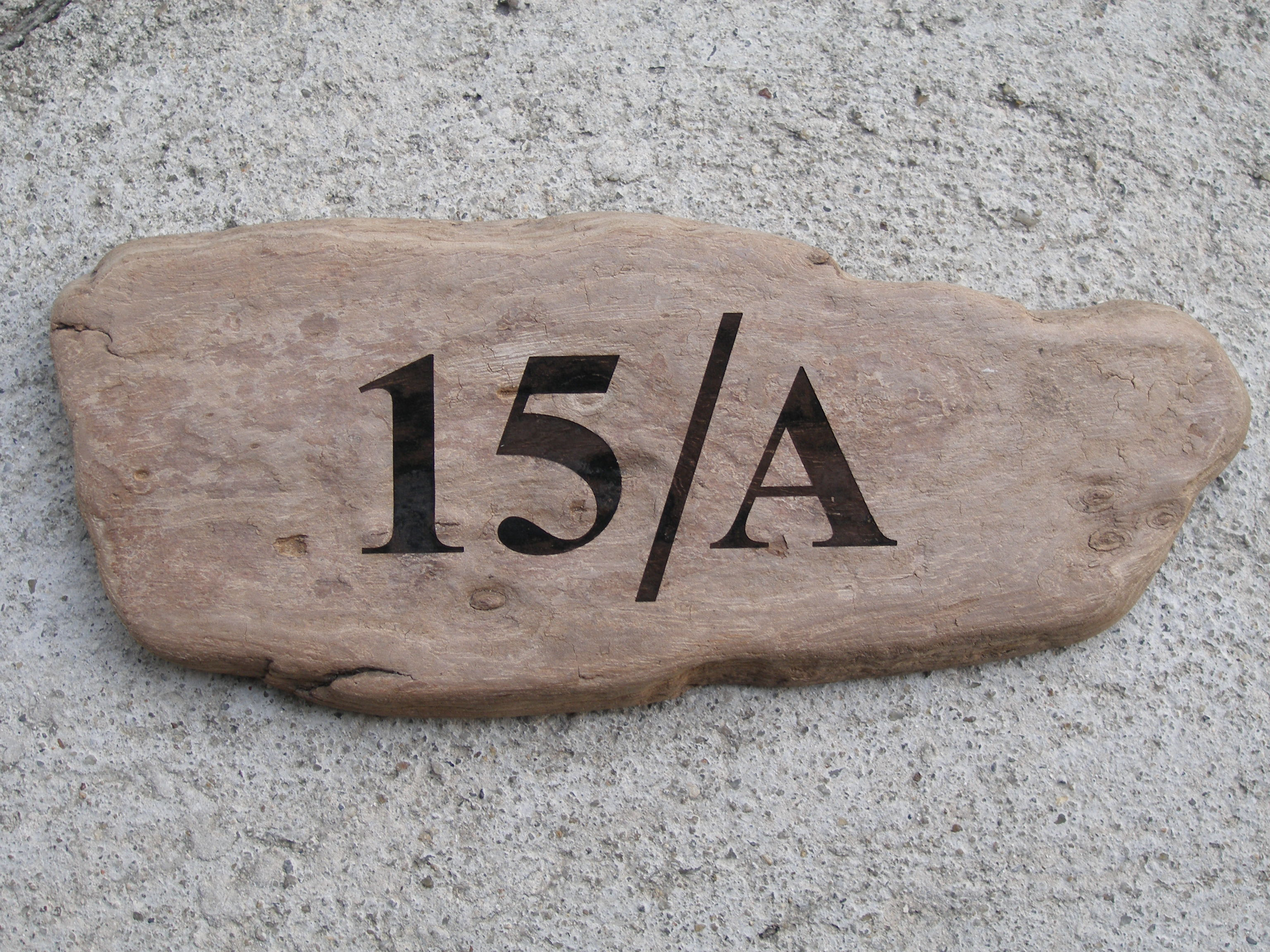
Lézergravírozott házszámtábla

A szén-dioxid lézer az egyik legrégebbi gázlézer, és a mai napig az egyik leghasznosabb. A széndioxid lézerek a legerősebb folyamatos fényű lézerek, amelyek jelenleg elérhetőek. Hatásfokuk is kiemelkedő: A kimeneti energia akár a 20%-át is elérheti a bemeneti erőforrásénak. A fémekre csak speciális paszta alkalmazásával van hatással ez a fajta lézer, viszont a fát, műanyagot, bőrt és üveget kiválóan lehet jelölni, gravírozni vele. Alkalmas akár plexi, vagy más műanyagok illetve papír kivágására, méretre szabására is. Általános szabály, hogy amit YAG lézerrel nem lehet (szépen) meggravírozni, azt szén-dioxid lézerrel lehet jelölni. Ezenfelül a szén-dioxid lézerrel fa anyagra is kiválóan lehet emblémázni. Fontos megemlíteni a fa esetében a termékek színe eltérhet, mivel a fa anyaga már alapból eltér, így a logó, minta színe is termékről-termékre változhat. Fa anyagra is kiválóan lehet emblémázni szén-dioxid lézerrel, azonban figyelembe kell venni a kész terméknél, hogy a fa alapszíne is eltér termékenként, így a végső eredmény sem lesz egyforma.

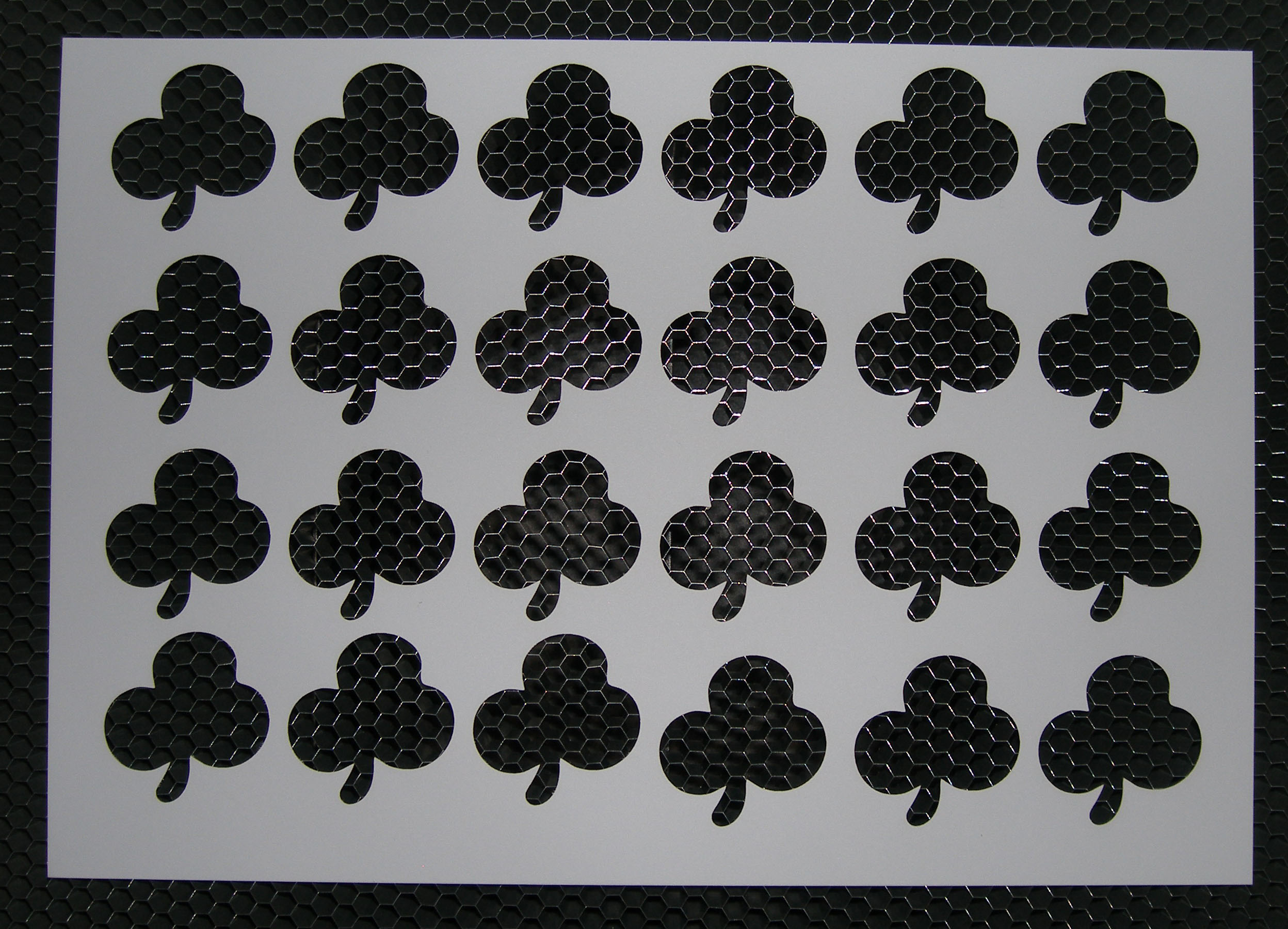
Karton kivágás lézerrel

## Anyag belsejébe történő gravírozás
A lézer megfelelő fókuszálásával akár az anyag belsejébe is készíthetünk ábrát. Ennek legjellemzőbb formája az üvegkristály hasábokba történő háromdimenziós gravírozás. A lézer egy nagyon apró pontba fókuszálva, hirtelen hőhatásnak teszi ki az üveget, ezáltal apró, mikro-repedések keletkeznek, melyek megtörik a fényt. Az apró pontokból végül kialakul egy teljes kép. Az arcképeket általában a helyszínen, egy három dimenzióban rögzíteni képes kamerával lefényképezik. Létezik már olyan technológia is, amely egy fényképből el tudja készíteni a háromdimenziós arcot. Kétdimenziós képeket is lehet ilyen módon az üveg belsejébe gravírozni, így akár egy cég logóját, egy feliratot, vagy egy egyszerű fényképet is megjeleníthetünk a hasáb belsejében.